# Yo, la peor de todas
Yo, la peor de todas es una película argentina biográfica-histórica y dramática de 1990 coescrita y dirigida por María Luisa Bemberg y protagonizada por Assumpta Serna, Dominique Sanda, Hector Alterio, Lautaro Murua, Graciela Araujo, Alberto Segado, Gerardo Romano, Franklin Caicedo y Hugo Soto. Está basada en el clásico ensayo de Octavio Paz Sor Juana Inés de la Cruz o las trampas de la fe. Se estrenó el 9 de agosto de 1990.

## Sinopsis
La historia se centra en los últimos años de la célebre escritora y monja Sor Juana Inés de la Cruz, ya conocida en todo el Virreinato de la Nueva España (luego México) como «La Décima Musa», quien a los veinte años se encerró en un convento para poder estudiar y educarse. En esa época el convento está fuertemente custodiado por la Corona de España y por la Iglesia católica, dos poderes muchas veces enfrentados. Toda la vida de sor Juana está marcada por esas dos fuerzas: los virreyes la protegen y admiran el talento y creatividad de Juana, mientras que la Iglesia desaprueba a una monja que no solo enseña canto a sus alumnas, sino que también se dedica a la gastronomía, la poesía, la dramaturgia, la filosofía y la teología. Los representantes de la iglesia tampoco ven con buenos ojos los apasionados sonetos de Juana dirigidos a la Virreina, la dulce marquesa de La Laguna María Luisa Manrique de Lara y Gonzaga.
Sor Juana paga muy caro su fervor poético y más aún su "atrevimiento" teológico. Al regresar a España los virreyes, Juana queda sola frente a su confesor y calificador de la Inquisición, el padre Antonio Núñez de Miranda, y frente al Arzobispo de México, conocido como «Su Ilustrísima» Don Francisco de Aguiar y Seijas: una mezcla de misógino y fanático religioso que hace levantar las baldosas del arzobispado si ahí hubiera pisado una mujer, y que también se niega a acercarse a cualquier objeto que haya sido tocado por mujer alguna. Eventualmente, el obispo de Puebla Monseñor Manuel Fernández de Santa Cruz le tiende una trampa, en la que Sor Juana cae con la ingenuidad de los inocentes. El cerco religioso se va cerrando sobre ella y, amenazada, Sor Juana se enfrenta a la decisión más importante de su vida: renegar de su voz artística, su talento y su inmensa fuerza creadora, o aferrarse a ellas.

## Reparto
- Assumpta Serna ... Juana Inés de la Cruz
- Dominique Sanda ... La virreina (María Luisa Manrique de Lara y Gonzaga)
  - Cecilia Roth ... Voz de la virreina
- Hector Alterio ... El virrey (Tomás de la Cerda y Aragón)
- Lautaro Murua ... Arzobispo (Francisco de Aguiar y Seijas)
- Graciela Araujo ... Hermana Úrsula
- Gerardo Romano ... Sigüenza
- Franklin Caicedo ... Santa Cruz (Manuel Fernández de Santa Cruz)
- Hugo Soto
- Margara Alonso
- Lidia Catalano
- Margarita Padín
- Alejandra Colugna
- Rosario Blefari
- Felisa Rocha
- Alberto Segado ... Padre Miranda (Antonio Núñez de Miranda)
- Ema Rivera
- Fernando Noy
- José Martin
- Walter Soubrié
- Jesús Berenguer
- Guillermo Martín
- Nicolás Ojeda
- Susana Cortínez
- Alice Elias
- Jorge Cabrera
- Peto Caiña
- Marcos Woinsky
- Isaac Haimovici
- Néstor Zacco
- Arnaldo Colombarolli
- Alejandro Maci
- Oscar Carmelo Milazzo
- Nicolas Cardasco
- Jean Pierre Reguerraz
- Lorena López
- Eliana Ronsisvalli
- Fernanda Ronsisvalli
- Andrea Rodríguez
- Karina Allegue
- Luciana Mastromaura
- Victoria Solarz
- Cristina Scaramuzza
- Norma Suzat

## Premios
Esmeralda Almonacid fue galardonada con el Premio Cóndor de Plata a la Mejor escenografía, y María Luisa Bemberg y Antonio Larreta recibieron el Cóndor de Plata al Mejor guion adaptado.

## La educación y género de la época colonial
Históricamente, la película se desarrolla en una época de gran poder e influencia de la Iglesia Católica, que controlaba la educación, la cultura y la moralidad. La Inquisición española estaba presente en la colonia, persiguiendo y castigando a aquellos que se consideraban herejes o que no cumplían con las normas sociales y religiosas.
Durante la colonia en América, los procesos de transmisión de saberes se desarrollaron de manera compleja y multifacética. La Iglesia Católica jugó un papel fundamental en la educación y la transmisión de saberes, estableciendo escuelas y colegios para educar a los indígenas y a los hijos de los colonizadores en la fe católica y en las letras.La iglesia tenía un gran dominio sobre los libros y el acceso a ellos, sumado a que las mujeres no podían ser formadas en universidades y solo eran educadas para la vida doméstica y el correcto desenvolvimiento social.
Resultaban fundamentales,las bibliotecas y archivos coloniales,importantes colecciones de libros y documentos que permitían la transmisión de saberes y la investigación. Las misiones religiosas fueron importantes centros de transmisión de saberes, ya que los misioneros enseñaban a los indígenas sobre la fe católica, la agricultura y la ganadería, y también aprendían de ellos sobre la cultura y la lengua local.
Por siguiente,las mujeres aunque pertenecieran a una clase social alta, no tenían posibilidades de estudiar (algunas aprender a leer y escribir, Sor Juana aprende a leer y escribir, en ámbito privado tutorada por su hermana).Principalmente debían casarse o dedicarse a la vida religiosa, la protagonista ve en esto la posibilidad de acceder a continuar escribiendo. La escritura y la literatura, eran ámbitos de los hombre, por ello el vínculo de Sor Juana con la corte del virrey Antonio Sebastián de Toledo, Marqués de Mancera y la virreina, Leonor de Carreto para quienes ella escribía por encargo, en la época colonial se debía tener un mecenas para escribir. 
Las mujeres en este período tenían roles limitados y se esperaba que se dedicaran a la vida doméstica y religiosa. Las opciones para las mujeres eran básicamente dos: el matrimonio o la vida religiosa. Las mujeres que se casaban se esperaba que fueran esposas y madres, y se dedicaran a la gestión del hogar y la familia. Las mujeres que se convertían en monjas se esperaba que se dedicaran a la vida espiritual y a la oración.Las mujeres en este período tenían poca libertad y autonomía, y estaban sujetas a la autoridad de los hombres. La educación y la intelectualidad eran limitadas para las mujeres, y se consideraba que su función principal era la de ser esposa y madre.En este contexto, las mujeres que desafiaban las normas sociales y culturales de su época, como Sor Juana Inés de la Cruz, eran vistas como una amenaza a la sociedad patriarcal. 
Cuando el  virreinato pasó a las manos de Tomás de la Cerda y Aragón, marqués de la Laguna, conde de Paredes,  y su esposa María Luisa Manrique de Lara y Gongaza. Fue la mejor época de Sor Juana, su género era la lírica, sin embargo, produjo obras de teatro, el auto sacramental y la prosas. Es criticada por su vida letrada, a pesar de ser una excelente escritora, sin embargo el obispado en una carta le recomienda dedicarse a la vida religiosa, a lo cual Sor Juana responde con la “Respuesta a Sor Filotea de la Cruz”, donde cuestiona el lugar que las mujeres tenían, lo es revolucionario en contexto.